# Хронология на българо-османските войни за запазване на българската държава (1341–1396)
- 1341 – през юли по нареждане на Йоан Кантакузин, велик доместик и един от императорските регенти, ромейската армия започва да се готви за поход в България, а флотата на Умур бег, владетел на тюркското емирство Айдън е изпратена към устието на р. Дунав. Цар Иван Александър навлиза с войски в Тракия с намерение да действа срещу Кантакузин. Сражението с войските на ромеите при Димотика завършва с поражение за българите.
- 1341 – Сключен е мирен договор между Иван Александър и Кантакузин според който българската страна се оттегля от пряко участие във византийската гражданска война.
- 1342 – през лятото Елена, съпруга на сръбския владетел Стефан Душан и сестра на цар Иван Александър, посещава Търново. Според съвременните историци сръбската кралица успява да убеди своя брат да не се противопоставя на действията на Стефан Душан. Сръбският крал категорично застава на страната на Йоан Кантакузин. В резултат на планомерен натиск той максимално използва византийската гражданска война за да завладее значителни части от Балканския югозапад и да превърне Сърбия в могъща империя.
- 1344 – през септември в битката при Стефаниана са разгромени частите на Стефан Душан в опит да изтласкат турците от Европейска територия;
- 1345 – В битка с турските войски на Умур бег край крепостта Буруград (Перитор) пада Момчил, независимият управител на област Родопи. Йоан Кантакузин включва областта Меропа в своите владения, а Умур бег се оттегля в Мала Азия поради венецианската заплаха, надвиснала над Смирна (Измир), най-голямото пристанище на емирството Айдън.
- 1347 – При атаките срещу черноморските градове Йоан Кантакузин привлича като съюзник Орхан I, владетел на османския бейлик в северозападната част на Мала Азия. Той изпраща своя син Сюлейман заедно с конни отряди, с чиято помощ претендентът за византийския престол превзема черноморските градове без Созопол. По-късно отношенията му с османците са регламентирани с договор, скрепен с брака на императорската дъщеря Теодора с Орхан. През февруари същата година Йоан Кантакузин тържествено влиза в Константинопол и поема властта над империята, а османските му съюзници предприемат постоянни набези за плячка в българските територии. Според свидетелствата на самия Йоан Кантакузин те ежедневно избиват „селяни, жени и пеленачета“ и преминават в Азия с „много пленници от българите“.
- 1349 – Жестока битка около София между 20 000 турски конници под водачеството на Сюлейман – по-голям брат на Мурад I и войските предвождани от княз Иван Асен с много жертви и от двете страни. В битката със смъртта на храбрите загива и Иван Асен.
- 1350 – Вероятната година на антиеретичен църковен събор в българската столица Търново. Съборът, на който присъстват цар Иван Александър, целият висш клир и членовете на болярския съвет, е председателстван от патриарх Теодосий Търновски. Той разобличава възгледите и догмите на богомилите и налага тежки наказания на тези от тях, които не се отричат от своите вярвания. По-късно на преследвания са подложени и последователите адамитите. Същото лято Сюлейман преминава р. Марица със своите отряди и плячкосва българските територии в Тракия.
- 1351 – Византийско пратеничество в Търново с предложение за съюз срещу османските турци. Цар Иван Александър с основание подозира, че грабителските набези на турците са резултат от действията на Йоан Кантакузин. Обвиняван, че насочва своите съюзници към плячкаджийски набези поради невъзможността да им плаща договорените суми, Кантакузин не само прави опит да се оправдае, но се заема с организирането на балканска коалиция срещу тях. Ромейските пратеници предлагат на българския владетел в бъдещия съюз срещу османците той да осигури средствата за създаване на флот, който да затвори пътя им към Тракия. Цар Иван Александър приема идеята, но по-късно не изпълнява обещанието си поради недоверие в предложението на Кантакузин, а вероятно и под влияние на Стефан Душан.
- 1352 – през лятото се провежда сражение при крепостта Димотика между войските на отново воюващите императори Йоан VI Кантакузин и Йоан V Палеолог. На страната на Йоан V Палеолог участват български и сръбски отряди, а на страната на Йоан Кантакузин се бият османските дружини на Сюлейман, които решават изхода на битката в негова полза и нахлуват за плячка в регионите около Филипопол (Пловдив), Диампол (Ямбол) и Айтос. През есента извиканата от Кантакузин в подкрепа на сина му Матей османска войска, командвана от Орхановия син Сюлейман, завзема крепостите Цимпе на полуостров Галиполи (европейския бряг на Дарданелите) – започва османското завоевание на балканските и българските земи. Според самия Кантакузин той предложил откуп от 10 000 перпера, който обаче османците не приемат, тъй като крепостта им дава възможност да създадат постоянен мост за неконтролируемо прехвърляне на дружини от Малоазийското крайбрежие на Балканите.
- 1353 – на 2 март османските турци завладяват голямата черноморска крепост Галиполи, охраняваща най-тясната част от протока, който разделя Азия и Европа. Силно земетресение принуждава жителите и охраната на крепостта да излязат извън нейните стени. Сюлейман с неговия отряд, който се оказва наблизо, влиза в крепостта и отказва да я върне на ромеите. Контролът над Дарданелите се оказва в османски ръце. Стабилната и трайна изходна база постепенно превръща османските набези за плячка във война за завладяване на балканските територии.
- 1352 – 1354 – Разширяване на турските владения в Тракия.
- 1355 – В битка с османците край София загива Михаил IV Асен, най-възрастният син на Иван Александър. Героичната смърт на цар Михаил е намерила отглас в народните песни от Софийско, в тях се говори за „Михаил Василич загинал със смъртта на храбрите“.
- 1360 – Втори антиеретичен събор в Търново под председателството на патриарх Теодосий Търновски и в присъствието на цар Иван Александър. Съборът е насочен срещу привържениците на византийския философ Варлаам, който е главният противник на учението на исихастите. Варлаамитите, както се наричат привържениците на Варлаам, са осъдени на отлъчване от църквата и изгонени от пределите на България. Съборът осъжда на смърт и жидовстващите последователи и разпространители на юдаизма. Един от техните водачи е убит от разярената тълпата с камъни. Византийският патриарх Калист изпраща в Търново „Отговор на доклад на търновските монаси“, в който обвинява българската патриаршия в антиканонични действия. Докладът е насочен срещу българския патриарх Теодосий Търновски и е израз на вселенските претенции на Константинополската патриаршия. Българската църква оставя без отговор обвиненията, с което показва своята независимост.
- 1364 – Българо-византийска война за черноморските градове. Император Йоан V Палелог изненадващо превзема Анхиало (Поморие) и обсажда Месемврия (Несебър). Срещу него българският цар изпраща войска, в която са включени и османски наемници. Византийците са принудени да се оттеглят.
- 1365 – Унгарският крал Лайош I Велики на 2 юни 1365 г. превзема Видин. Цар Иван Срацимир и семейството му са затворени като пленници в крепостта Хумник (Босилево, Хърватия). С помощта на францискански монаси унгарците започват да обръщат българите в римокатолическа вяра. Това насилие се превръща в лична драма за около 200 000 българи, т.е. за около една трета от населението на Видинското царство.
- 1366 – Амадей VI Савойски превзема Ахтопол, Созопол, Скифида, Анхиало и Месемврия и на 25 октомври обсажда Варна. Докато трае обсадата, графът започва преговори с цар Иван Александър и деспот Добротица и превзема още две крепости – Емона и Козяк. В резултат на водените преговори Андроник IV Палеолог получава Анхиало, Несебър и Варна, като поема ангажимента да посредничи между българския цар и влашкия войвода Владислав Влайку. Той убеждава влашкия войвода срещу 180 000 флорина, платени от българския цар, да освободи Видин от унгарците. Преговорите постигат успех и през есента на 1369 г. унгарският крал отстъпва, връща града и освобождава Иван Срацимир.

- 1360 – 1372 – Мурад I завладява по-голямата част от Тракия с главните ѝ градове (Адрианопол (1362), Димотика, Филипопол (1364), Боруй (1372) и др.). Мурад I премества османската столица от Бурса в Адрианопол;
- 1371 – от 17 февруари до 4 декември има три царства с множество деспотства в българските земи, отразено хералдически на Констанцкия събор;
- 1371 г. 26 септември. Крал Вълкашин, владетел на Прилепското кралство и неговият брат деспот Углеша, владетел на Сяр, са разбити от османците в битка при Черномен; Беломорието и Македония стават османски владения;
- 1372 – Исай, монах в Света гора, пише своята прочута приписка за времето след поражението на християнската войска при Черномен, „когато живите облажаваха по-рано умрелите“. В нея ясно са изказани двете най-важни негови последици. Първата е, че „турците се пръснаха и полетяха по цялата земя, подобно на птици“, преминавайки към мащабно военно настъпление във всички посоки. Втората е, че „не остана княз или вожд, или наставник някой между людете, нямаше кой да ги избави и спаси. Всички бяха обзети от турски страх“. Балканските владетели не само не реагират на османските действия, но в хаоса на събитията се оказват въвлечени като второстепенни фигуранти в политическите планове на Мурад I.
- 1373 – цар Иван Шишман става васал на турския султан и му дава за жена сестра си Кера Тамара;
- 1377 – на 21 септември цар Иван Шишман връчва дарствена грамота на монасите от Рилския манастир, с която утвърждава границите на манастирските владения и препотвърждава пълната собственост на манастирското братство на двадесет села и техните жители, получена чрез грамоти на неговите предходници – царете Асен и Калиман. Новият момент в тази грамота са предоставените в нея привилегии за търговска дейност на монасите. В документа изрично се казва, че той е издаден в Средец (София), където „людете на манастира“ се срещат с българския владетел. Неговото присъствие в София се свързва с намерението му да укрепи защитата на града поради вече очакван османски удар.
- 1381 – Известия за търговия на роби и робини от българските земи на о. Крит. Покупко-продажбите са регистрирани в нотариалната книга на венецианския нотариус Антонио Брешияно на остров Крит. В нея са вписани имената на робите, техният род, т.е. етническият им произход, и селищата, в които са живели в България. Прави впечатление, че продаваните в Крит роби от „български род“ – мъже и жени, произхождат от селища в различни региони на българските земи – Търново, Воден, Костур, София, Мелник, Прилеп, Варна, Преспа и др. Очевидно робската им съдба, довела ги до о. Крит, се дължи на разорителните набези на османските дружини във всички български области.
- 1382 или 1385 – Обсадена и превзета от османците е важната стратегическа крепост Средец (София) по Виа Милитарис; османците достигат до границите на сръбската държава край река Морава;
- 1387 – Пада Солун, но през 1402 г. е освободен от византийската армия и върнат в пределите на православната Византийска империя. Али Паша превзема Шумен, Мадара, Свищов и Овеч (Провадия). Добруджанският деспот Иванко се признава за васал на султана];
- 1388 – Османците овладяват Силистра и областта, както и някои земи на добружданския деспот Иванко. Иван Срацимир и влашкият войвода Мирчо стават османски васали. През същата година турците убиват Иван Асен V.
- 1389 – Варна е завладяна от османските турци.
- 1389 – на Видовден се разиграва битката на Косово поле в която са убити султан Мурад I и княз Лазар, а по съвет на княгиня Милица Стефан Лазаревич се признава за османски васал;
- 1390 – Поход на влашкия войвода Мирчо Стари на юг от р. Дунав. Със своята войска той прекосява Добруджа и достига до Карнобат в Тракия. След като разграбва селищата по своя път, бързо се завръща и започва да се титулова „господар на Дръстър и деспот на земите Добротичеви“.
- 1393 – на 17 юли пада Търново, столицата на главното българско царство – Търновското. Част от търновските първенци са избити, други са преселени в Мала Азия, патриарх Евтимий е заточен в Бачковския манастир; Никополската крепост, където се намира Иван Шишман е превзета, той е пленен, лишен от царската титла, но е оставен да управлява никополско. Годината традиционно се приема за край на Търновското царство;
- 1394 – в битката при Карановаса на 10 октомври между Мирчо Стари и Баязид, в която Мирчо побеждава чрез изненада, предхождана от партизански действия на влашките войски.
- 1395 – битката при Ровине на 17 – 18 май между Мирчо Стари и Баязид е с неясен краен победител, но по всичко личи, че тя е завършила с пирова победа за османците, понеже Мирчо е принуден да се признае за васал на султана, а през май 1395 г. турците поставили протежето си Влад (син на Дан I) на мястото на Мирчо, който избягал в Брашов. Тази неяснота за изхода на битката при Ровине се дължи на изворите („Българска анонимна хроника“, Халкондил, Урудж и т.н.), християните твърдят, че победата е за Мирчо, а османските извори – обратното. Османците ликвидират Добруджанското деспотство, Иван Шишман е съсечен по заповед на султана. Край на Търновското царство;
- 1396 – Битката при Никопол, състояла се на 25 септември 1396 г. е краят на последния голям западноевропейски кръстоносен поход в Средновековието. Поражението на силите изпратени срещу турците от Франция, Англия, Шотландия, Унгария, Свещената Римска империя, Полша, Швейцария, Венеция, Генуа, Влашко, България и ордена на рицарите на Св. Йоан е и последният удар срещу загиващото Второ българско царство, и угасване на една от последните европейски надежди за спасяването на Константинопол от турците. Зимата на същата година с подкрепата на унгарците Мирчо отново навлязъл във Влашко, като този път успял да плени Влад и да си върне престола с помощта на крал Сигизмунд, участвайки в антиосманската коалиция. Въпреки че успява да си върне престола влашкият войвода вероятно е принуден да признае върховенството на османския султан или поне да смекчи антиосманската си политика.
- 1396 – пада Видин, столицата на по-малкото българско царство, Иван Страцимир е отведен в плен и удушен в затвора в Бурса. Годината традиционно се приема за падане на Видинското царство;